# Geoffrey Henry
Pour les articles homonymes, voir Henry.
Sir Geoffrey Arama Henry, né le 16 novembre 1940 sur l'île d'Aitutaki et mort le 9 mai 2012  à Rarotonga, est un homme politique des îles Cook, originaire de l'île d'Aitutaki. Il fut Premier ministre des îles Cook deux fois, brièvement en 1983 et durant 10 ans de 1989 à 1999.

## Biographie
Il commença sa carrière politique en 1965 en tant qu'indépendant élu dans l'une des circonscriptions d'Aitutaki. En 1972, il rejoignit le Cook Islands Party (CIP) de son cousin Albert Royle Henry et devint ministre de l'Éducation puis des finances en 1973. En 1978, il succéda à Albert Royle Henry à la tête du CIP. À partir des élections de mars 1983, il se fit élire sur la circonscription Takuvaine-Tutakimoa. Ces élections virent le CIP remporter la victoire avec deux sièges d'avance. Geoffrey Henry fut alors nommé Premier Ministre. Le décès d'un des membres du CIP et la désaffection de Tupui Ariki Henry, fils d'Albert Royle qui lui contestait la direction du parti, l'obligèrent à démissionner quelques mois plus tard. De nouvelles élections eurent lieu en novembre de la même année permettant au Democratic Party de Tom Davis de revenir aux affaires.
En 1989, le CIP remporta une nouvelle victoire. Geoffrey Henry fut nommé pour la seconde fois Premier Ministre. Sa gouvernance qui dura cette fois-ci dix ans fut marquée par un certain nombre d'avancées sociales (augmentation des pensions pour les retraités, salaire minimum…) et d'initiatives sur le plan culturel. Il créa ainsi en 1990 un Ministère à part entière de la Culture, venant remplacer le service culturel placé depuis 1975 sous la tutelle du Ministère de l'intérieur. Il fut aussi à l'initiative du Pacific Festival of Art qui se déroula aux îles Cook en 1992. C'est à l'occasion de ce festival que fut construit le "Cook Islands National Culture Centre" (Te Puna Korero) comprenant le tout nouveau musée des îles Cook (Runanga Pakau), la Bibliothèque Nationale (Runanga Puka) et un Auditorium (Te Are Karioi Nui) de près de 2 000 places. Piètre gestionnaire, c'est également sous son gouvernement que les îles Cook devaient connaître une grave crise économique, aggravée par l'affaire de l'hôtel Sheraton sur les terres de Pa Ariki à Vaimaanga (sud de Rarotonga) et le passage du cyclone Martin en novembre 1997.
À la suite des élections de juin 1999, il fit alliance avec les élus du parti de Norman George, le New Alliance Party. Le mois suivant l'alliance fut néanmoins rompue et son gouvernement renversé.
Il revint aux affaires au lendemain des élections générales de 2004 en tant que vice Premier Ministre dans le gouvernement de coalition de Jim Marurai (Cook Islands First Party (en)). Selon un accord tacite entre les deux hommes, Geoffrey Henry devait remplacer Marurai en tant que Premier Ministre à mi-mandat, soit en 2006. En août 2005, Marurai déclara l'accord caduc et limogea Geoffrey Henry de son gouvernement, nommant Terepai Maoate leader du Democratic Party à sa place.
À la suite d'élections partielles favorables au CIP en avril et juillet 2006, il tenta de renverser le gouvernement Marurai mais peu avant la motion de censure le Représentant de la Reine, Frederick Goodwin, dissolut le Parlement. À la suite de cette affaire, Geoffrey Henry décida de se retirer de la vie politique et ne se présenta pas aux élections de septembre 2006. Henry Puna lui succéda à la tête du parti .
Henry préside depuis début 2009 le Comité national olympique et sportif des îles Cook (CISNOC). En 1992, il est fait "chevalier de l'Empire Britannique" (KBE).

## Sources
- Numéro spécial du Cook Islands Herald (juillet 2005) pour le quarantième anniversaire de l'indépendance associée